# Gadjo dilo - Lo straniero pazzo
Gadjo dilo - Lo straniero pazzo (Gadjo Dilo) è un film del 1997, scritto e diretto da Tony Gatlif, regista francese di origini rom e cabile, che ne ha composto, con la collaborazione della co-protagonista Rona Hartner, anche la colonna sonora.
Il titolo, in lingua romaní, significa letteralmente "Gadjo pazzo" (dove il termine gadjo significa non-Rom, straniero appunto). Gran parte del film è stato girato nel villaggio di Creţuleşti, sito a pochi chilometri da Bucarest, e alcuni degli attori sono dei rom locali.
Gadjo Dilo conclude un'ideale trilogia di film, ed è stato preceduto da L'uomo perfetto e da Latcho Drom.

## Trama
Stéphane è un giovane parigino recatosi in Romania alla ricerca di una cantante rom, Nora Luca, di cui il padre gli ha lasciato una vecchia registrazione audio su nastro che spesso ascoltava prima di morire. Giunto, verso sera, presso un piccolo paese in cerca di una sistemazione per la notte, Stéphane si imbatte in un vecchio rom, Izidor, che, in preda alla disperazione, annega nell'alcool il proprio dolore per l'incarcerazione del suo unico figlio, Adriani, a causa dei loschi rapporti che il giovane intratteneva con la mafia locale. Non riuscendo a rimediare una stanza a causa del coprifuoco, il giovane finisce per ubriacarsi col vecchio che verso l'alba lo porta con sé al suo villaggio, distante circa 80 km dalla capitale. Izidor lo accoglie nella sua casa ed i due finalmente si addormentano. Al suo risveglio, Stéphane si ritrova solo e guardato male dalla comunità rom che lo chiama "Gadjo" (cioè non-rom, straniero) a cui poi accosteranno l'aggettivo "Dilo", pazzo, per la sua strana fascinazione e ricerca maniacale della Musica. Izidor lo difenderà contro i pregiudizi dei componenti del suo villaggio e si batterà perché il giovane venga accettato da tutti.
I giorni passano e Stéphane continua la ricerca della misteriosa Nora Luca, proseguendo a registrare i canti e le musiche gitane, pur trovando pian piano il suo posto all'interno della comunità gitana. Tutto nella comunità parla di povertà, il fango è ovunque. La vita dei gitani può essere definita allo stato bruto, ed essi ribaltano contro Stéphane l'abitudine ad essere guardati e giudicati con sospetto e pregiudizio, ad essere più spesso respinti che amati. La barriera linguistica si dimostra un vero handicap, ma fortunatamente il "Gadjo" riesce a socializzare con Sabine, l'unica nel villaggio a conoscere un po' di francese, essendo stata in Belgio. A seguito di numerose peregrinazioni e diversi spettacoli, il legame tra Stéphane e Sabine si rafforza sempre più.
Nonostante le difficoltà linguistiche la musica e l'amore per Sabine permettono allo straniero pazzo di integrarsi definitivamente e di apprendere gradualmente gli usi ed i costumi del popolo Rom. Alla progressiva integrazione si associa anche la comprensione delle difficoltà del vivere sempre ai margini della società, e la completa mutazione della stessa persona di Stéphane e del suo modo d'intendere la vita. È a questo punto che il figlio di Isidor, esce dal penitenziario. Una grande gioia attraversa il villaggio. Viene organizzata una festa dove alcool e canti gitani la fanno da padrone. Poco dopo, a seguito di un battibecco tra Adriani ed un rumeno non Rom, il figlio di Isidor viene ucciso ed il villaggio bruciato. In questo clima caotico Stéphane lascia il villaggio con Sabine. È questo il punto di partenza di una nuova avventura e Stéphane interra, alla maniera gitana, le sue registrazioni di musica.

## Musica
La musica che si ascolta nel film è una musica "che grida la paura ed il dolore di un popolo che ha l'anima ferita. Ecco perché la musica gitana è bella" ha affermato il regista Gatlif. Ha poi aggiunto che il film: "musicalmente va fuori dalle righe, è pieno di note sbagliate, gli strumenti sono messi insieme con qualsiasi oggetto da cui si possa ricavare un suono". Ma questo è esattamente come il regista aveva immaginato il film perché in esso la musica deve essere "(...) un grido di dolore, dolore che viene dall'anima antica di un popolo. Questa è la ribellione pura, rivoluzione, nulla è creato artificialmente, tutto è urlato". Quando le parole di una persona non sono quelle di un'altra, sono i gesti, gli sguardi e le attenzioni, le bevute di alcolici, ma soprattutto la musica e la danza che permettono di raccontare e condividere.
Il ruolo della musica nel film è evidente fin dalla canzone che sui titoli di testa espone in molte lingue il carattere libero dei Rom. Le musiche di Gadjo Dilo sono state affidate sia all'Orchestra Marin Ioan che all'Orchestra Gipsy Star. La musica racconta con sapienza ed ebbrezza la cultura musicale gitana euforica ed inebriante, basata sui clarini, le fisarmoniche, i bassi e qualsiasi strumento atto alle percussioni, con i musicisti che suonano in cerchio, forsennatamente e fino allo sfinimento. Si tratta di "un misto di archi e fiati, di ottoni e legni, di voci imbizzarrite e dolenti, che si dimenano, invasate allo stesso modo, in matrimoni e funerali, o in feste da sbronza (...) la colonna sonora di Gadjo Dilo saprà ricordarvi questo mondo e farvene intuire la potenza e la bellezza ingovernabile"

## Risposta della critica
La critica ha accolto generalmente con favore il film. Lietta Tornabuoni su La Stampa sottolinea come, per tutto il film, i gitani saltano, gridano, si ubriacano dando l'impressione di divertirsi enormemente guidando le loro enormi e scassate autovetture. Il film dà una lezione di tolleranza (ciascuno di noi è gadjo rispetto a qualcun altro) mostrando da un punto di vista diverso (quello dei rom) i pregiudizi ed i luoghi comuni. I gitani rivolti verso lo straniero lo insultano "con gli epiteti razzisti di solito riservati ai rom, ladro, pazzo".
Andrea Olivieri su Cinema del silenzio.it ha osservato che Gatlif con questo film si è confermato un "sensibile narratore di storie di marginalità". Per tutto il film pare esistere una continua ricerca della melodia che "si carica di significati metaforici riguardanti equilibri esistenziali". Soprattutto Gadjo Dilo appare essere una testimonianza di un incontro magico tra mondi molto differenti tra loro, con visioni estremamente diverse della realtà eppure in grado di dialogare e di incontrarsi.

## Cast
- Romain Duris: Stéphane
- Rona Hartner: Sabina
- Izidor Serban: Izidor
- Ovidiu Balan: Sami
- Angela Serban: Angela
- Adrian Minune: il bambino prodigio
- Mónika Juhász Miczura: la voce di Nora Luca (che non appare mai nel film)

## Riconoscimenti
- Il film, tradotto in greco come Gadjo Dilo: ci sono ancora zingari sorridenti, è stato premiato nel 41º Festival del Cinema di Salonicco nel 1998.
- Il film ha vinto il Grand Prix 1998 della Fondation Martini per il cinema.
- Il film è stato premiato con Premio César 1999 per la migliore musica scritta per un film.
- Il film ha vinto l'Orso d'argento per il miglior film e l'Orso di bronzo come premio speciale attribuito a Rona Hartner al Festival Internazionale del Film Locarno 1997.[6]